# Melquisedeque III da Geórgia
Melquisedeque III (em georgiano:  მელქისედეკ III, (2 Novembro 1872 – 10 Janeiro 1960) foi um católico de Toda a Geórgia de 1952 até sua morte em 1960. Seu título completo era Sua Santidade e Beatitude, Arcebispo de Misqueta-Tiblíssi e Patriarca-Católico de Toda a Geórgia.
Nascido Mikheil Pkhaladze, o futuro prelado graduado das Faculdades Teológicas de Tiflis e Kazan, na Rússia, Ele então ensinou em vários seminários na Rússia e na Geórgia. Em 1915, Melquisedeque foi ordenado sacerdote. Quando a Igreja Ortodoxa Georgiana libertou-se do controle russo em 1917, ele retornou à sua terra natal e, em 1922, tornou-se sacerdote na Catedral Sioni de Tiblíssi e depois em Anchiskhati. Ele então serviu como bispo em Alaverdi (1925–27), arcebispo em Sukhumi (1927–28), sacerdote-chefe da Igreja da Transfiguração de Tiblíssi (1928–1935), metropolita de Sukhumi e Abecásia (1935–38) e chefe sacerdote da Igreja Didube de Tiblíssi (1944–52).

## Pontificado
Após a morte do Patriarca Calístrato, Melquisedeque foi eleito Patriarca Católico de Toda a Geórgia em 1952. Apesar da pressão do governo soviético , ele conseguiu reabrir as igrejas de Bodbe e Ilori durante seu mandato.

## Morte
Melquisedeque morreu em 10 de Janeiro de 1960.